# Till l'Espiègle
 (mars 2023).
Si vous disposez d'ouvrages ou d'articles de référence ou si vous connaissez des sites web de qualité traitant du thème abordé ici, merci de compléter l'article en donnant les références utiles à sa vérifiabilité et en les liant à la section « Notes et références ».
Pour les articles homonymes, voir Till l'Espiègle (homonymie).
Till l'Espiègle est un personnage de fiction, saltimbanque malicieux et farceur de la littérature populaire du nord de l'Allemagne. Son nom a la forme Till Eulenspiegel en allemand, Dyl Ulenspegel en bas-allemand, Tijl Uilenspiegel en néerlandais, sans compter des variantes orthographiques : Thyl, Thijl…
Ce nom est à l'origine de l'adjectif espiègle : il fut emprunté en français dès le XVIe siècle sous la forme Till Ulespiegle, puis altéré par aphérèse, l'initiale du nom étant prise pour l'article défini.

## Histoire

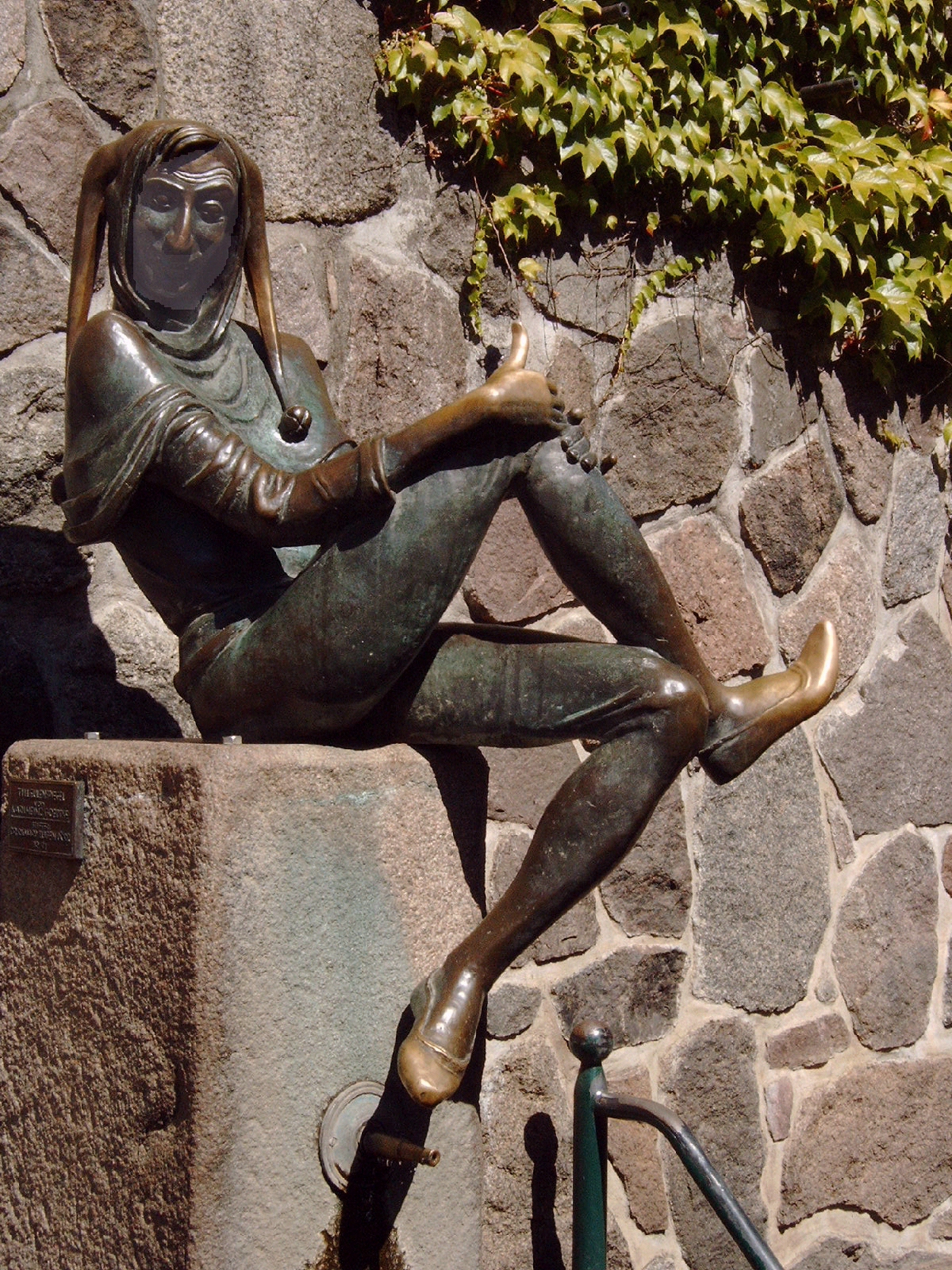
Statue de Till l'Espiègle à Mölln.

La version la plus ancienne de son histoire fut publiée anonymement en 1510/1511 sous le titre Ein kurtzweilig Lesen von Dyl Ulenspiegel, geboren uß dem Land zu Brunßwick, wie er sein Leben volbracht hat… (Un ouvrage amusant sur Till l'Espiègle, né dans le pays de Brunswick, comment il a mené sa vie). La composition en fut attribuée à Hermann Bote (en), mais ce point est aujourd'hui très contesté.

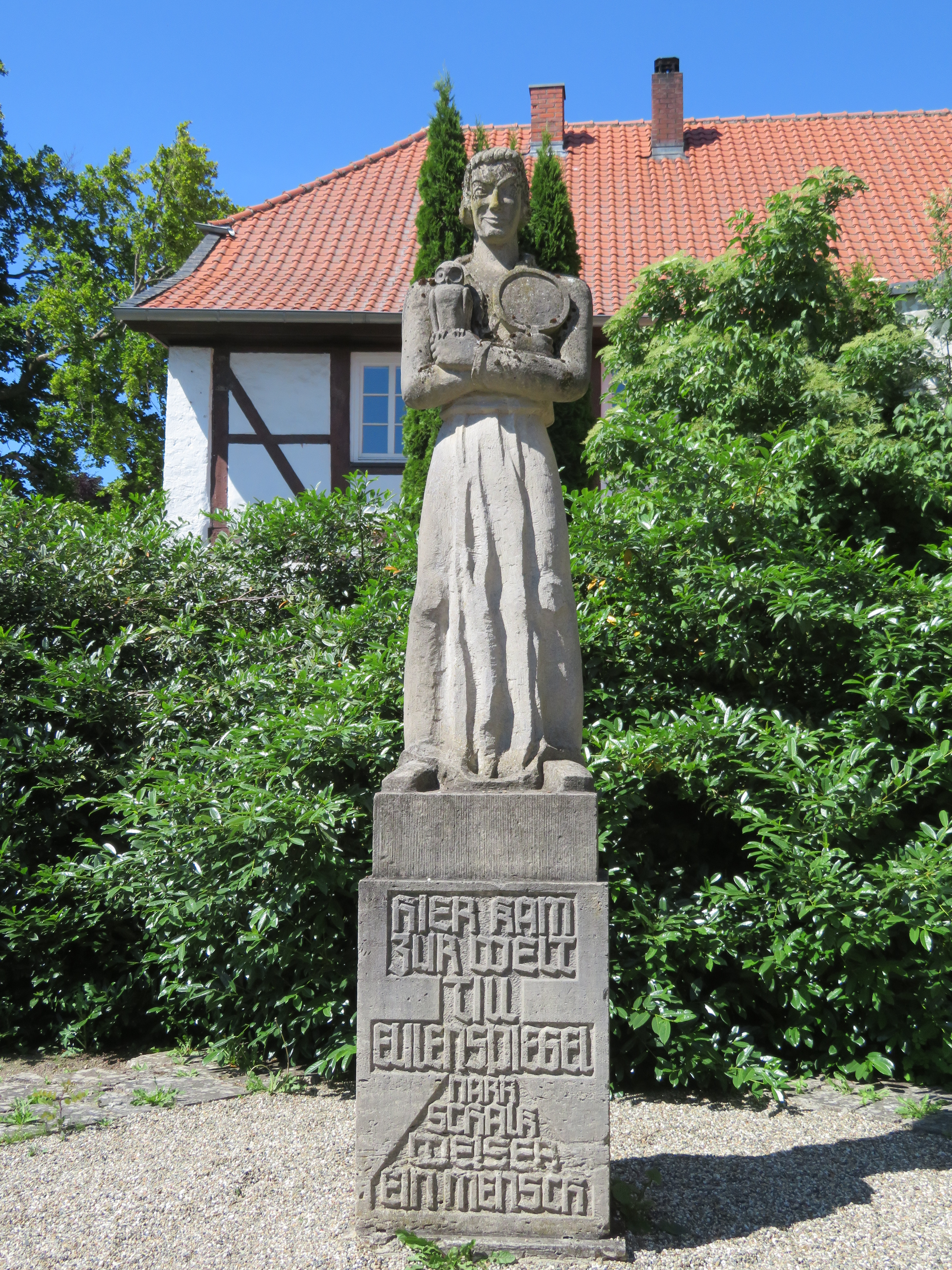
Monument à Till l'Espiègle à Kneitlingen.

D'après cette version, Till l'Espiègle naquit en 1300 à Kneitlingen am Elm (Saxe) et mourut en 1350 à Mölln (Holstein). Il n'existe toutefois pas de preuve exacte de l'existence historique de ce personnage. Ses farces consistent souvent à prendre une expression figurée au pied de la lettre, afin de moquer les travers de ses contemporains et les abus de son temps. L'histoire d'origine, emblématique de la Basse-Saxe, fut traduite en plusieurs langues dès le XVIe siècle. Plus tard, de nouvelles versions la modifièrent en rendant le bouffon toujours plus sympathique.
Le nom allemand Eulenspiegel est à double sens. Trivialement, l’étymologie du nom le fait venir du moyen bas allemand ulen « essuyer » et spegel « miroir, derrière », et l'expression ul'n spegel veut dire « torche-moi le cul », « je t'emmerde ». Il signifie également littéralement chouette (Eule)-miroir (Spiegel), objets fétiches du personnage avec lesquels il est illustré. La chouette est l'animal associé à Athena et à la sagesse dans la mythologie grecque et la tradition qui en est fille, et en outre est un animal familier qui logeait dans les greniers et en chassait les rongeurs destructeurs de grains. Le miroir symbolise la réflexion et l'exposition de la réalité par une image indirecte mais fidèle de ce qui ne peut être vu directement, y compris en son aspect désagréable pour ce qu'elle montre, et symbolise le bouffon, dont la technique principale est la mise en lumière de la réalité par l'imitation.
Ainsi, à travers ses aventures ou ses propos, Till révèle une profonde vérité sociale, mais aussi emmerde l'ordre établi et les puissants dont il se moque. 
Il s'inscrit dans la tradition universelle et intemporelle du personnage dont on ne peut dire s'il est fou ou sage, et dont les mésaventures exposent et critiquent la réalité de ses antagonistes.
Le personnage de Till l'Espiègle a inspiré de nombreux auteurs, dont :
- l'écrivain belge Charles De Coster dans La Légende et les aventures héroïques, joyeuses et glorieuses d'Ulenspiegel et de Lamme Goedzak au pays des Flandres, où il fait de Till une figure de la résistance flamande contre l'occupation espagnole au XVIe siècle, avec son compagnon Lamme Goedzak (1867) ;
- le compositeur allemand Richard Strauss en 1894-1895 dans son poème symphonique Till Eulenspiegels lustige Streiche (1894-1895) ;
- le réalisateur hollandais Joris Ivens dans le film Les Aventures de Till l'Espiègle, coréalisé avec Gérard Philipe qui interprète le rôle-titre (1956) ;
- les réalisateurs soviétiques Alexandre Alov et Vladimir Naoumov dans le film La Légende de Till (1976), avec Lembit Ulfsak qui incarne Till l'Espiègle.

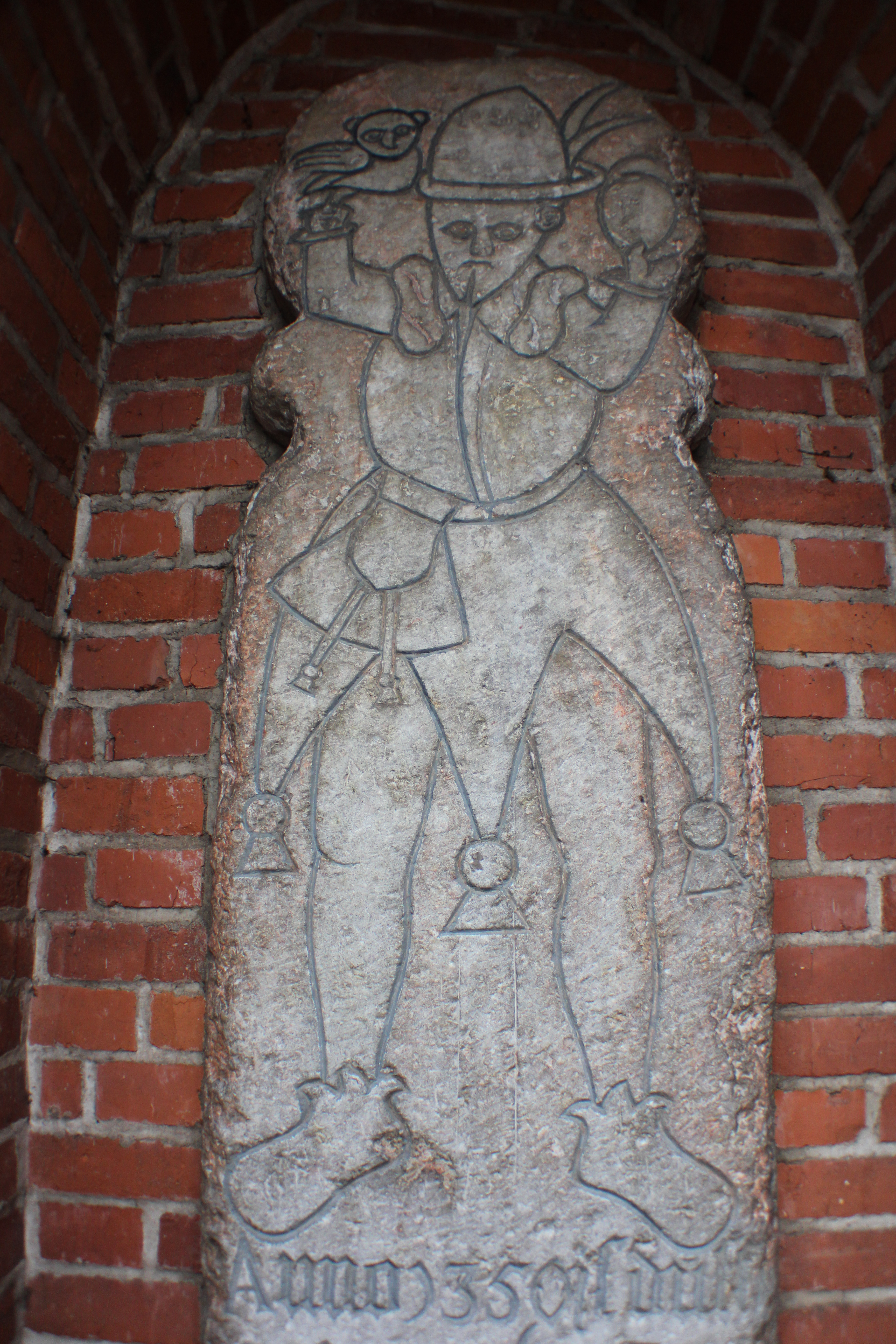
Till Eulenspiegel (Mölln)

Des auteurs comme Carl Gustav Jung dans la création de son concept d'enfant intérieur et Paul Radin dans son étude du fripon furent interpellés par la figure d'Eulenspiegel ou celle du renard dans Le Roman de Renart, entre autres figures, de ce qu'ils nommaient le « fripon divin » un être espiègle, malicieux et facétieux.

## Œuvres
Titres classés par ordre de parution : 
- La vie de Thiel Ulespiegle de ses faitz et merveilleuses adventures par luy faictes & des grandes fortunes quil a euz / lequel par nulles fallaces ne se laissa tromper. [Lyon], Olivier Arnouillet, 1531. Plus ancien exemplaire daté du texte français, conservé à Séville dans l'Institución Colombina.
- Les Joyeuses adventures et faicts merveilleux de Thiel Ulespiegle. Avec les cautelles facetieuses et subtiles desquelles il usoit en toutes compagnies là où il se trouvoit. Lyon : A. Olyer, 1613.
- Histoire joyeuse et récréative de Till l'Espiègle… Nouvelle édition, avec une étude littéraire sur Tiel l'Espiègle, par Pr. van Duyse. - L'Histoire joyeuse et récréative de Till Ulespiegle… Nouvellement reveu et traduit du flameng en françois. À Orléans, par Eloy Gibier. Gand : Duquesne, 1858, XXXV-166 p.
- La Vie joyeuse et récréative de Thiel Ulespiègle qui, par aucune ruse ne se laissa tromper… Douai : Deregnaucourt, [s. d.]. 48 p.
- Les Aventures de Til Ulespiègle. Traduction faite sur l'original allemand. Notice et notes par M. Pierre Jannet. Paris : Flammarion, 1910, XVI-212 p.
- La Légende et les aventures héroïques, joyeuses et glorieuses d'Ulenspiegel et de Lamme Goedzak au pays de Flandres et ailleurs / Charles De Coster. Anvers : Éd. du Dauphin, 1922 (Les Maîtres belges ; 2).
- Les Aventures de Til Ulespiègle, traduit de l'allemand par Pierre Jannet ; illustré par A. F. Cosÿns. Paris : À l'enseigne du Pot cassé, 1929, 253 p. (Scripta manent / collection publiée sous la direction de Constantin Castéra ; no 44).
- La Légende et les aventures héroïques, joyeuses et glorieuses d'Ulenspiegel et de Lamme Goedzak au pays de Flandres et ailleurs / Charles De Coster ; étude de Romain Rolland. Paris : Éd. sociales internationales, 1936, XXX-573 p. (Les Classiques de la littérature mondiale).
- Till l'Espiègle. Épinal : Pellerin, 1960, 12 p. (Collection Tante Laura. Contes).
- Till l'Espiègle éclate / Didier Arnaudet. Paris : J. Millas-Martin, 1977, 30 p. (Collection Périmètre).
- La Légende et les aventures héroïques, joyeuses et glorieuses d'Ulenspiegel et de Lamme Goedzak au pays de Flandre et ailleurs / Charles De Coster. Genève : Famot ; [La Seyne-sur-Mer] : diffusion F. Beauval, 1978-1979. - 2 vol. (Les Grands romans historiques).
- Till Ulenspiegel / adaptation d'André Massepain ; illustrations de Daniel Maja. Paris : Bordas, 1979, 125 p. (Contes gais de tous les temps).
- Till Eulenspiegel : 40 histoires tirées du "Volksbuch" / d'Hermann Bote ; choisies et adaptées par Alain Royer ; ill. par Pierre Dubois. Paris : Hachette, 1981, 123 p. (Tapis volant).
- Till l'Espiègle / d'après Charles De Coster ; adapté par François Johan. [Paris] : Casterman, 1982, 148 p. (L'Ami de poche ; 34).
- Till Eulenspiegel : 40 histoires tirées du Volksbuch / d'Hermann Bote ; choisies et adaptées par Alain Royer ; ill. par Évelyne Drouhin. Paris : Librairie générale française, 1985, 184 p. (Le Livre de poche. Jeunesse ; 210).
- Till l'Espiègle / [adapt. de Catherine Chicandard ; ill. par] Giannini. [Paris] : Gautier-Languereau, 1985, 30 p.
- Till l'Espiègle / adapt. par Gisela Fischer ; [ill. par] J.-P. Barthe. Aartselaar (Belgique) ; [Louvres] : Chantecler, 1987, 19 p.
- La Légende et les aventures héroïques, joyeuses et glorieuses d'Ulenspiegel et de Lamme Goedzak au pays de Flandres et ailleurs / Charles De Coster ; préf. de Jean-Pierre Verheggen ; lecture de Jean-Marie Klinkenberg. Bruxelles : Labor, 1987-1988. 2 vol. (279, 415 p.). (Espace Nord ; 5,15).
- Ulenspiegel, de sa vie de ses œuvres : édition critique du plus ancien Ulespiègle français du XVIe siècle / Jelle Koopmans & Paul Verhuyck. Antwerpen : C. De Vries-Brouwers, 1988, 327 p.
- Till Ulenspiegel / Charles De Coster ; préf. de Romain Rolland. Paris : Messidor, 1990, 545 p. (Les Grands romans de la liberté ; 3).
- Til l'Espiègle / ill. par Lisbeth Zwerger ; [textes français adapt. par I. Grévisse et A. de La Croix]. Paris ; Louvain-la-Neuve : Duculot, 1990, [23] p. (Les Albums Duculot).
- Till Eulenspiegel : la vie de l'illustre fou, jongleur de mots et fin connaisseur de la condition humaine / nouvellement racontée par Karlhans Frank ; dessinée et peinte par Renate Seelig ; et trad. de l'allemand par François Mathieu. Paris : Éd. du Sorbier, 1992, 72 p.
- Till l'Espiègle / Charles De Coster ; adapt. de François Johan ; ill. de Danielhénon. [Paris] : Casterman, 1992, 141 p. (Épopée ; 17).
- Till Eulenspiegel / adapté par Jean Sadyn ; [d'après Charles De Coster]. Steenvoorde : Houtland éd., 1998, 78-9 p.
- Till l'Espiègle / adapté par Heinz Janisch ; ill. par Lisbeth Zwerger ; trad. de Karine Leclerc. [Saint-Germain-en-Laye] : Éd. Nord-Sud, 2000, [22] p. (Un livre Michael Neugebauer).
- Till l'Espiègle / texte Karel Čvančara ; ill. Hedvika Vilgusová ; adapt. française Didier Debord. Paris : Gründ, 2000, [77] p. (Contes et fables de toujours).
- La Légende et les aventures héroïques, joyeuses et glorieuses d'Ulenspiegel et de Lamme Goedzak au pays de Flandres et ailleurs / Charles De Coster ; présentation de Patrick Roegiers. Paris : la Différence, 2002, 603 p. (Minos ; 16).
- Les dits de Till. Mémorable Geste d'Eulenspiegel ou Miroir d'un Gueux, de Worr Berstein : Éditions Robert-Weis, 2013, 317 p.
- La Légende et les aventures héroïques, joyeuses et glorieuses d'Ulenspiegel et de Lamme Goedzak au pays de Flandres et ailleurs / Charles De Coster, nouvelle édition définitive établie et présentée par Jean-Marie Klinkenberg. Bruxelles :  (Espace Nord, 2017.
- Le roman de Tyll Ulespiègle / Daniel Kehlmann ; traduit de l'allemand par Juliette Aubert. Arles : Actes Sud, 2020, 405 p.

## Dans les arts et la culture populaire

### Filmographie

#### Cinéma
- 1956 : Les Aventures de Till l’Espiègle de Gérard Philipe et Joris Ivens
- 1975 : Till Eulenspiegel de Rainer Simon

### Littérature

#### Bande dessinée
- 1951 : Thyl Ulenspiegel est une série de bande dessinée sur ce personnage, créée par Willy Vandersteen pour le Journal de Tintin, où elle est publiée jusqu'à 1953[2]. Elle paraît ensuite en albums au Lombard à partir de 1954, puis est rééditée par d'autres éditeurs[2].
- 2007 : Thyl l'espiègle, de Dino Battaglia ;  Contes et légendes, Mosquito

#### Théâtre
- 2000 : Thyl Ulenspiegel, / Adaptation scénique, décor et mise en scène: Michel Guillou, représenté dans le cadre de l'été théâtral de Villers-la-Ville.

## Bibliographie

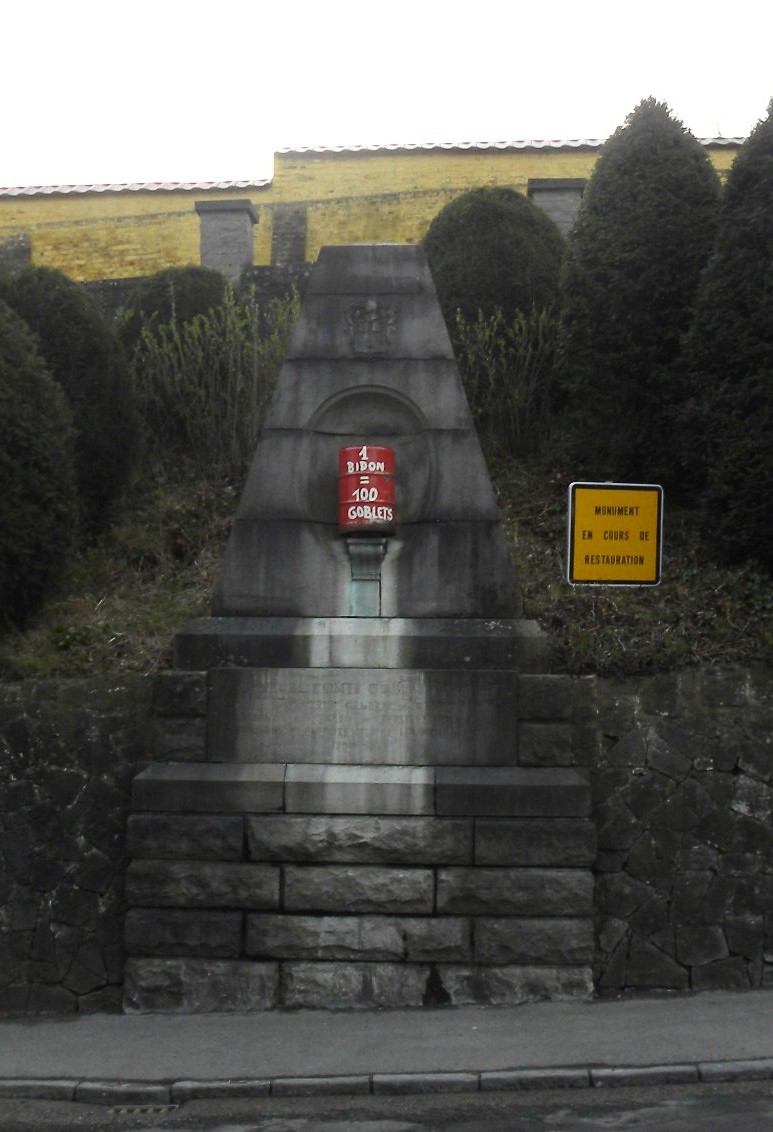
Exemple d'espièglerie dans l'espace public contemporain. Le monument à Albert Goblet à Court-Saint-Etienne, le 1er avril 2010.